# Municipio de Republic North
El municipio de Republic North (en inglés: Republic North Township) es un municipio ubicado en el condado de Greene en el estado estadounidense de Misuri. En el año 2010 tenía una población de 6468 habitantes y una densidad poblacional de 235,82 personas por km².

## Geografía
El municipio de Republic North se encuentra ubicado en las coordenadas 37°9′17″N 93°27′40″O / 37.15472, -93.46111. Según la Oficina del Censo de los Estados Unidos, el municipio tiene una superficie total de 27.43 km², de la cual 27.43 km² corresponden a tierra firme y (0%) 0 km² es agua.

## Demografía
Según el censo de 2010, había 6468 personas residiendo en el municipio de Republic North. La densidad de población era de 235,82 hab./km². De los 6468 habitantes, el municipio de Republic North estaba compuesto por el 95.53% blancos, el 0.73% eran afroamericanos, el 0.65% eran amerindios, el 0.59% eran asiáticos, el 0.02% eran isleños del Pacífico, el 0.57% eran de otras razas y el 1.92% pertenecían a dos o más razas. Del total de la población el 2.3% eran hispanos o latinos de cualquier raza.